# محمد جبران
محمد عبد العزيز جبران عبد الحليم (30 يونيو 1966 -) هو وزير العمل المصري الحالي.

## حياته ونشأته
ولد بالقاهرة 30 يونيو 1966، حاصل على بكالوريوس التجارة من جامعة القاهرة.

## مناصب وعضويات
- شغل مدير عام مساعد الخدمات الإدارية بشركة الأمل للبترول، حيث تم تعيينه بشركة الأمل للبترول عام 1991[4]، وتدرج في الوظائف الإدارية ، إلى مدير عام بالشئون الإدارية بشركة الأمل للبترول.[5]
- انتخاب أمين عام النقابة العامة للبترول عام 2013 لمده 4 سنوات.
- انتخاب رئيس للنقابة العامة للبترول في الدورة النقابية 2018 حتى 2022 .[6]
- رئيسا للنقابة العامة بالتزكية في انتخابات الدورة النقابية الحالية 2022/2026 .[7]
- رئيس الاتحاد العام لنقابات عمال مصر من عام 2022 حتى الآن.[8]
- وزير العمل المصري منذ 3 يوليو 2024 حتي الان.[9]

### المناصب النقابيـــة[10]
- رئيس مؤتمر العمل العربي الدورة الثامنة والأربعون.[11]
- تنظيم الدورة الثالثة والأربعون للمجلس العام لمنظمة الوحدة النقابية الأفريقية .[12]
- رئيس الفريق العمالي لمؤتمر العمل الدولي لمنظمة العمل الدولية عام 2023 بجنيف - سويسرا.
- عضو لجنة تطبيق المعايير والاتفاقيات الدولية لمؤتمر العمل الدولي لمنظمة العمل الدولية عام 2023 بجنيف – سويسرا.
- رئيس الفريق العمالي لمؤتمر العمل الدولي لمنظمة العمل الدولية عام 2024 بجنيف - سويسرا.[11]
- نائب رئيس الاتحاد العالمي للنقابات.
- رئيس المجلس المركزي للاتحاد الدولي لنقابات العمال العرب
- أمين عام مساعد الاتحادات المهنية للاتحاد الدولي لنقابات العمال العرب .[13]

### عضويات[14]
- عضو مجلس إدارة المجلس القومي للأجور .
- عضو مجلس إدارة الهيئة العامة للتأمين الصحي .
- عضو مجلس إدارة صندوق إعانات الطوارئ العمال.
- نائب رئيس الاتحاد العام لنقابات عمال مصر خلال دورتين متتاليين (2018-2022)(2022-2026 )
- عضو المجلس التنفيذي للاتحاد العربي لعمال النفط والمناجم والكيماويات .
- المشرف العام علي المؤسسة الثقافية الجامعة العمالية.
- عضو بمجلس إدارة الشركة المصرية للخدمات البترولية.
- عضو مجلس إدارة المجلس الطبي الأعلى بالهيئة المصرية العامة للبترول .
- عضو مجلس إدارة صندوق الإسكان والخدمات الاجتماعية بالهيئة المصرية العامة للبترول .